# Immanuel Benz
Immanuel „Immi“ Benz (* 23. September 1986) ist ein deutscher Politikwissenschaftler und Jugendverbandsfunktionär. Er war von 2013 bis 2017 gemeinsam mit Josephin Tischner Bundesvorsitzender der Sozialistischen Jugend Deutschlands – Die Falken (SJD – Die Falken) und in dem gleichen Zeitraum stellvertretender Vorsitzender des Deutschen Bundesjugendrings (DBJR).

## Werdegang

### Ausbildung
Benz studierte Politikwissenschaft, Geschichtswissenschaft und Publizistik. Während seines politikwissenschaftlichen Studiums absolvierte er einen Auslandsaufenthalt an der Universität Lettlands in Rīga.

### Tätigkeit bei der SJD – Die Falken, beim DBJR und weitere ehrenamtliche Tätigkeiten
Benz stammt aus dem Bezirk Hessen-Süd der Falken und war dort u. a. Bezirksvorsitzender. 2007 wurde Benz erstmals in den Bundesvorstand der Falken gewählt. 2013 wurde er zusammen mit Josephin Tischner in der ersten Doppelspitze des Verbands als Bundesvorsitzender der Falken gewählt und übte das Amt bis 2017 aus.
Die 86. Vollversammlung des Deutschen Bundesjugendringes wählte Benz 2013 zu dessen stellvertretendem Vorsitzenden. 2015 wurde Benz in dem Amt bestätigt. Im DBJR-Vorstand war Benz für die Themen Demokratie und Partizipation, deutsch-israelische Zusammenarbeit, Förderpolitik, Jugendpolitik, Handeln für eine jugendgerechte Gesellschaft, Jugendbeteiligung, Jugendcheck und Kinderrechte zuständig. Dem DBJR-Vorstand gehörte Benz bis 2017 an.
Benz ist Beisitzer im Vorstand des Förderkreises „Dokumentation der Arbeiterjugendbewegung“ und Beisitzer im Vorstand der SPD-Abteilung Schöneberg. Er arbeitet beim Willy-Brandt-Zentrum Jerusalem mit.

### Berufliche Tätigkeiten
Von 2017 bis 2018 war Benz Geschäftsführer des neugegründeten Kompetenzzentrums Jugend-Check. Danach wechselte Benz in das Referat Jugendstrategie, eigenständige Jugendpolitik beim Bundesministerium für Familie, Senioren, Frauen und Jugend.

## Politische Positionen
Benz tritt für das Wahlrecht ab 14 ein und lehnt die sogenannte Extremismusklausel ab. Die Überwindung des Kapitalismus sieht Benz als notwendig für die Demokratisierung aller Lebensbereiche an.

## Veröffentlichungen
- Jugendbilder und Jugendpolitik in Zeiten von Corona. In: Rotunde. Evangelische Akademie Tutzing, 28. Mai 2020.
- Wer junge Menschen begeistern will, braucht das richtige Programm. In: Vorwärts. 24. Mai 2017.
- Wie wehrhaft ist die europäische Demokratie? Eine Untersuchung der EU-internen Handlungsfähigkeit bei Verstößen gegen demokratische Prinzipien am Beispiel Ungarns (= Politik begreifen. Band 24). Nomos Verlag, Baden-Baden 2016, ISBN 978-3-8288-3703-4 (132 S.).
- mit Josephin Tischner: Mehr als Erinnern. In: Vorwärts. 13. April 2015.